# William L. Roberts
William Lynn Roberts (* 17. September 1890 im Meigs County, Ohio; † 27. November 1968 in  San Bernardino, Kalifornien) war ein Brigadegeneral der United States Army. Er war unter anderem Kommandeur der 4. Panzerdivision.
In den Jahren 1909 bis 1913 absolvierte William Roberts die United States Military Academy in West Point. Nach seiner Graduation wurde er als Leutnant in das Offizierskorps des US-Heeres aufgenommen. In der Armee durchlief er anschließend alle Offiziersränge vom Leutnant bis zum Brigadegeneral.
In seinen jüngeren Jahren versah er den für Offiziere in den niederen Rangstufen üblichen Dienst in unterschiedlichen Einheiten und Standorten. Dazu gehörten auch Aufgaben als Stabsoffizier in verschiedenen Hauptquartieren. Über eine Verwendung während des Ersten Weltkriegs ist in den Quellen nichts überliefert.
In den Jahren 1935 und 1936 kommandierte Roberts ein Bataillon des 66. Infanterieregiments und zwischen 1937 und 1940 war er Stabsoffizier in der 21. Infanteriebrigade. Danach wirkte er ab August 1940 bis Juli 1941 als Dozent am Militärcollege The Citadel in Charleston, South Carolina. Dort war er gleichzeitig Führungsoffizier der Kadetten.
Nach seiner Zeit am Militärcollege in Charleston erhielt er im Juli 1941 das Kommando über das 36. Panzerregiment (36th Armored Infantry Regiment), das der 3. Panzerdivision unterstellt war. Dieses Kommando übte er bis September 1942 aus. In diese Zeit fiel der amerikanische Eintritt in den Zweiten Weltkrieg. Zwischen September 1942 und Oktober 1943 war William Roberts Dozent am Command and General Staff College in Fort Leavenworth, Kansas. Danach gehörte er für einen Monat dem Stab der 20. Panzerdivision an, die damals in Fort Campbell in Kentucky stationiert war.
Im November 1943 wurde Roberts zur 10. Panzerdivision versetzt, wo er das Kommando über eine Brigade mit der Bezeichnung Combat Command B übernahm. Die Division war zunächst noch in Fort Benning, dem heutigen Fort Moore, stationiert und wurde auf einen Kriegseinsatz vorbereitet. Ab September 1944 wurde sie als Teil der 3. Armee von General George S. Patton in Frankreich eingesetzt. Roberts behielt sein Kommando bis Anfang 1945 und machte mit seiner Panzertruppe den Feldzug zum Saarland und zur Mosel mit. Er war an der Belagerung von Bastogne und der Einnahme von Trier beteiligt.
Im März 1945 wurde William Roberts stellvertretender Kommandeur der 4. Panzerdivision, die den Rhein überquerte und an der Schlacht um Aschaffenburg 1945 teilnahm, ehe sie bis zur Tschechoslowakei vordrang. Im weiteren Verlauf wurde William Roberts als Brigadegeneral kommissarischer Kommandeur der Division.
Im Jahr 1946 war Roberts für einige Monate Stabsoffizier bei der 9. Infanteriedivision. Zwischen Oktober 1946 und September 1947 kommandierte er den Militärstützpunkt Fort Huachuca in Arizona. Nach einer zwischenzeitlich anderen Verwendung leitete er in den Jahren 1948 und 1949 die amerikanische Militärregierung in Korea (Chief of the US Army Military Government in Korea). Anschließend verblieb er dort und leitete bis 1950 die amerikanische Beratergruppe (Chief of the Military Assistance Advisory Group to Korea). Damals begann der Koreakrieg, an dem er aber nicht aktiv teilnahm. Im September 1950 ging er in den Ruhestand.
Der mit Ella Miller (1897–1984) verheiratete Offizier starb am 27. November 1968 in San Bernardino und wurde auf dem dortigen Friedhof im Montecito Memorial Park beigesetzt.

## Orden und Auszeichnungen
William Roberts wurde im Lauf seiner militärischen Laufbahn unter anderem mit dem Silver Star und den Orden Legion of Merit ausgezeichnet.